# Watercolour
«Watercolour» (рус. «Акварель») — первый сингл австралийской группы Pendulum с их третьего альбома Immersion. Музыкальное видео появилось на MySpace 31 марта 2010 года. Watercolour дебютировала на 4 месте в британских чартах, став самым успешным синглом группы на то время.
Сингл стал саундтреком к играм Need for Speed: Hot Pursuit (2010) и F1 2010.

## Выступления в чартах
Как предсказывалась прогнозами,, песня «Watercolour» дебютировала в UK Singles Chart 9 мая 2010 года на 4 месте, став самым успешным синглом группы Pendulum, обойдя сингл «Propane Nightmares», достигшего 9 июня 2008 года 9 места в том чарте. На следующей неделе сингл упал на 9 позиций до 13 места. 26 мая 2010 года композиция спустилась до 22 места в чарте.

## Форматы и списки композиций
CD single
(выпущен 3 мая 2010 года)
1. «Watercolour» — 5:04
2. «Watercolour» (radio edit) — 3:28
3. «Watercolour» (deadmau5 remix) — 6:06
4. «Watercolour» (Emalkay remix) — 5:07

Digital single 

(выпущен 2 мая 2010 года)
1. «Watercolour» — 5:04

iTunes digital bundle 

(выпущен 1 мая 2010 года)
1. «Watercolour» — 5:04
2. «Watercolour» (radio edit) — 3:28
3. «Watercolour» (deadmau5 remix) — 6:06
4. «Watercolour» (Emalkay remix) — 5:07
5. «Watercolour» (video) — 3:29

12" vinyl single 

(выпущен 3 мая 2010 года)
1. «Watercolour» — 5:04
2. «Watercolour» (dj edit) — 4:35

12" remixes vinyl single 

(выпущен 3 мая 2010 года)
1. «Watercolour»  (deadmau5 remix) — 6:06
2. «Watercolour»  (Emalkay remix) — 5:07

## Чарты
| Чарты (2010)                       | Максимальная Позиция |
| ---------------------------------- | -------------------- |
| Австралия (ARIA)                   | 37                   |
| Canadian Singles Chart             | 62                   |
| Новая Зеландия (Recorded Music NZ) | 37                   |
| Великобритания (OCC UK Singles)    | 4                    |

## Участники записи
Pendulum:
- Роб Свайр — композитор, продюсер, вокал, синтезатор, микширование
- Гарет МакГриллен — ассистент
- Кевин Соука — ударные

Другие:
- Andy Greenwood — trumpet
- Craig Wild — trumpet
- Andy Wood — тромбон
- Adrian Revell — брасс
- Martin Williams — брасс
- Emalkay — remix
- deadmau5 — remix